# Millersburg (Iowa)
Millersburg és una població dels Estats Units a l'estat d'Iowa. Segons el cens del 2000 tenia 184 habitants.

## Demografia
Segons el cens del 2000, Millersburg tenia 184 habitants, 78 habitatges, i 45 famílies. La densitat de població era de 546,5 habitants/km².
Dels 78 habitatges en un 30,8% hi vivien nens de menys de 18 anys, en un 46,2% hi vivien parelles casades, en un 9% dones solteres, i en un 42,3% no eren unitats familiars. En el 37,2% dels habitatges hi vivien persones soles el 16,7% de les quals corresponia a persones de 65 anys o més que vivien soles. El nombre mitjà de persones vivint en cada habitatge era de 2,36 i el nombre mitjà de persones que vivien en cada família era de 3,16.
Per edats la població es repartia de la següent manera: un 29,3% tenia menys de 18 anys, un 6% entre 18 i 24, un 29,9% entre 25 i 44, un 16,3% de 45 a 60 i un 18,5% 65 anys o més.
L'edat mediana era de 37 anys. Per cada 100 dones de 18 o més anys hi havia 94 homes.
La renda mediana per habitatge era de 37.500 $ i la renda mediana per família de 31.250 $. Els homes tenien una renda mediana de 31.528 $ mentre que les dones 18.750 $. La renda per capita de la població era de 18.233 $. Entorn del 14% de les famílies i el 14,4% de la població estaven per davall del llindar de pobresa.

## Poblacions més properes
El següent diagrama mostra les poblacions més properes.